# 화성 남양리 신빈김씨 묘역
화성 남양리 신빈김씨 묘역(華城 南陽里 愼嬪金氏 墓域)은 대한민국 경기도 화성시 남양읍 남양리에 있는, 조선 세종의 후궁인 신빈 김씨(1404∼1464)의 묘이다. 1994년 12월 24일 경기도의 기념물 제153호로 지정되었다.

## 개요
조선 세종의 후궁인 신빈 김씨(1404∼1464)의 묘이다.
신빈 김씨는 태종 4년(1404)에 태어나 세조 10년(1464)에 세상을 떠났으며, 소생으로 6명의 왕자가 있다.
묘 주위에는 세조 11년(1465)에 세운 묘갈(墓碣:무덤 앞에 별다른 장식없이 세우는 작은 비석)과 묘비, 불을 밝히기 위한 장명등(長明燈), 문인석 1쌍, 제물을 올리고 제사를 올리기 위한 상석(床石)이 있으며 묘 주위는 돌담으로 둘러 싸여 있다.

## 같이 보기
- 신빈 김씨

## 참고 문헌
- 화성남양리신빈김씨묘역 - 국가유산청 국가유산포털